# España en los Juegos Paralímpicos de Arnhem 1980
España estuvo representada en los Juegos Paralímpicos de Arnhem 1980 por un total de 24 deportistas, 17 hombres y 7 mujeres.

## Medallistas
El equipo paralímpico español obtuvo las siguientes medallas:
| Nombre                  | Deporte   | Evento                          |
| ----------------------- | --------- | ------------------------------- |
| Oro                     |           |                                 |
| Eugenio Jiménez         | Natación  | 50 m mariposa 5 masculino       |
| Plata                   |           |                                 |
| Purificación Santamarta | Atletismo | 400 m A femenino                |
| Andrés García           | Atletismo | Salto de longitud E masculino   |
| Nemesio Álvarez         | Atletismo | Triple salto B masculino        |
| María Teresa Herreras   | Natación  | 25 m mariposa 4 femenino        |
| María Teresa Herreras   | Natación  | 100 m braza 4 femenino          |
| María Teresa Herreras   | Natación  | 100 m espalda 4 femenino        |
| María Teresa Herreras   | Natación  | 200 m estilos 4 femenino        |
| Pilar Javaloyas         | Natación  | 100 m braza 6 femenino          |
| Pilar Javaloyas         | Natación  | 100 m espalda 6 femenino        |
| Pilar Javaloyas         | Natación  | 100 m libre 6 femenino          |
| Pilar Javaloyas         | Natación  | 100 m mariposa 6 femenino       |
| Pilar Javaloyas         | Natación  | 200 estilos 6 femenino          |
| Eugenio Jiménez         | Natación  | 100 m espalda 5 masculino       |
| Bronce                  |           |                                 |
| Gregoria Madrid         | Atletismo | 100 m B femenino                |
| Andrés García           | Atletismo | Salto de altura E masculino     |
| José Santos             | Atletismo | 1500 m F masculino              |
| María Teresa Herreras   | Natación  | 100 m libre 4 femenino          |
| Equipo                  | Natación  | 4 × 100 m estilos 1A-6 femenino |
| Francisco Flores        | Natación  | 25 m mariposa 3 masculino       |
| Francisco Flores        | Natación  | 50 m libre 3 masculino          |
| Francisco Flores        | Natación  | 100 m estilos 3 masculino       |
| Eugenio Jiménez         | Natación  | 200 m estilos 5 masculino       |